# Moritz Daniel Volkmar
Moritz Daniel Volkmar (* 30. März 1792 in Berlin als Moritz Daniel Levy; † 26. März 1864 in Berlin) war ein deutscher Makler und Bankier.

## Leben
Seine Familie stammte aus Posen. Von dort war sein Großvater Salomon Moses Levy (ca. 1720–1778) Mitte des 18. Jahrhunderts nach Berlin eingewandert. Von dessen 5 Kindern wurde sein Onkel Moses Salomon Levy (1757–1813) ein erfolgreicher Bankier, Münzfaktor und Getreidegroßhändler. Dessen jüngerer Bruder, Daniel Salomon Levy (1766–1845), war Moritz Daniels Vater. Seine Mutter war Rebecca (1770–1822), Tochter des Liepmann Meyer.
Levy machte eine kaufmännische Ausbildung und wurde wie sein Onkel Moses Salomon Bankier. Später arbeitete er als Agent bei der Königlich-preußischen Hauptbank und als Fonds-, Geld- und Wechselmakler. Ungefähr 1837 ließ er sich taufen und wechselte seinen Familiennamen zu Volkmar.
1811 trat Levy der Unterstützungsorganisation Gesellschaft der Freunde bei, als deren Ökonom er 1830–1863 wirkte. In dieser Funktion versorgte er mehrfach den Komponisten Giacomo Meyerbeer mit Aufträgen. So wurde 1842 zum 50. Gründungsjubiläum der Gesellschaft Meyerbeers Komposition „Dem Vaterland – À la Patrie“ für 2 Tenöre, 2 Bässe und vierstimmigen Männerchor uraufgeführt. Am 3. März 1861, anlässlich der Einweihung des neuen Festsaals des Vereines in der Neuen Friedrichstraße 35, folgte ein weiteres großes Chorwerk Meyerbeers, bei dem Chormitglieder der Berliner Hofoper mitwirkten.

## Familie
Levy war seit 1816 mit Louise Goldschmidt, Tochter des Pfandleihers Hirsch Bendix Goldschmidt, verheiratet. Ihre Kinder waren:
- Leopold Volkmar (1817–1864), Jurist,
- Benny Moritz Volkmar (1818–1851),
- Julie Volkmar, verh. Löwenstein (1820–1869),
- Rebecka Clara Volkmar (* 1822),
- Johanna Friederique Volkmar, verh. Benary (1823–1857),
- Hermann, ab 1838 Carl Friedrich Volkmar (* 1825),
- Antonie Volkmar (1827–1903), Malerin,
- Doris Volkmar, verh. Gräfin von Posadowsky-Wehner (1829–1873) und
- Wilhelm Volkmar (* 1835).[2]